# Mormonia
Mormonia is een geslacht van vlinders van de familie spinneruilen (Erebidae).

## Soorten
- M. abamita Bremer & Grey, 1853
- M. agrippina Strecker, 1874
- M. angusi Grote, 1876
- M. antinympha Hübner, 1827
- M. badia Grote & Robinson, 1866
- M. bella Butler, 1877
- M. coelebs Grote, 1874
- M. consors Smith & Abbot, 1797
- M. dejecta Strecker, 1880
- M. dilecta Hübner, 1808
- M. dula Bremer, 1864
- M. epione Drury, 1773
- M. euphemia Beutenmüller, 1907
- M. flebilis Grote, 1872
- M. habilis Grote, 1872
- M. haitzi Bang-Haas, 1936
- M. innubens Guenée, 1852
- M. insolabilis Guenée, 1852
- M. judith Strecker, 1874
- M. lacrymosa Guenée, 1852
- M. maestosa Hulst, 1884
- M. mesopotamica Kusnetzov, 1903
- M. muliercula Guenée, 1852

- M. nebulosa W.H. Edwards, 1864
- M. neogama Smith & Abbot, 1797
- M. neonympha Esper, 1796
- M. obscura Strecker, 1873
- M. palaeogama Guenée, 1852
- M. piatrix Grote, 1865
- M. residua Grote, 1874
- M. retecta Grote, 1872
- M. robinsoni Grote, 1872
- M. sappho Strecker, 1874
- M. scortorum Leech, 1900
- M. serena W.H. Edwards, 1864
- M. subnata Grote, 1865
- M. ulalume Strecker, 1877
- M. vidua Smith & Abbot, 1798